# Tatul Krpejan
Tatul Krpejan (armenisch Թաթուլ Կրպեյան) (* 21. April 1965 in Areg bei Talin, Armenische SSR; † 30. April 1991) war während des Bergkarabach-Krieges von September 1990 bis April 1991 im Gebiet der Großdörfer Getaschen und Martunaschen des Khanlar-Siedlungsgebiets Kommandeur der armenischen Einheiten.

## Leben
Er absolvierte die technische Schule Talin mit Auszeichnung. Nach dem Militärdienst in der sowjetischen Armee studierte er an der Staatlichen Universität Jerewan an der Fakultät für Geschichte. Krpejan war auch Mitglied der Organisation Vereinigung, die sich für die Wiedervereinigung der Länder Arzach und Armenien einsetzt.
Im September 1990 kam Krpejan nach Bergkarabach, wo sich die Lage zunehmend verschlechterte.
Mit seiner selbst gebildeten Gruppe armenischer Einheiten betrieb er von September 1990 bis April 1991 die Konfrontation von Getaschen (Getaschen-Martunaschen) gegen die aserbaidschanische Armee. Während der Operation „Kreis“ fiel er am 30. April 1991. Am 20. September 1996 erhielt er posthum den Rang eines Nationalhelden. Er ist in seiner Heimatregion Areg begraben, die später zu seinen Ehren in „Tatul“ benannt wurde. Im Dorf befindet sich auch ein Denkmal für Tatul Krpejan, das vom Architekten Tariel Hakobjan entworfen wurde.

## Die Operation „Kreis“
Im Frühling 1991 war Bergkarabach die wichtigste Bühne des partisanischen Krieges, während dessen es den armenischen Soldaten gelang, in die von den Armeniern besiedelten Regionen zu gehen. Tatul und seine Freunde fuhren nach Getaschen und Martunaschen. Am 10. April 1991 traf die Regierung die Entscheidung, diese Dörfer anzugreifen.
In Moskau wurde das Zentrum „Memorial für Menschenrechte“ gegründet, das diese Ereignisse beleuchtet hatte. Am 30. April 1991 griff die 4. aserbaidschanische Armee, später die Milizen der aserbaidschanische OMON, das Dorf Getaschen unweit des Rajonzentrums Schahumjan an. Die OMON fielen plündernd über Armenierdörfer her und gleichzeitig wurden die Bewohner bedrängt. Der größte Teil der Ermordeten war im Alter von 18 bis 19 Jahren.

## Bewusster Tod ist Unsterblichkeit
Tatul wiederholte oft, dass Getaschen nur über seine Leiche erobert werde. Als Tatul ein letztes Mal in Jerewan war, teilte er Norayr Muschexjan mit: „Ich weiß, dass ich nicht mehr nach Jerewan zurückkehren werde, sondern ich werde gebracht …“

## Tatuls Rolle in der Kunst
Zu Ehren von Tatul Krpeyan sind folgende Lieder und Filme produziert worden: Rafael Sahakyan „Artsvapascht erkir“ (wörtlich „Adlervergöttertes Land“ (Tatsache-künstlerischer Roman)), „Karotic Xelare“ (wörtlich „Von der Sehnsucht verrückt“ (Film)), wie auch „Leran landjin“ (wörtlich „Auf die Vorgelände des Berges“ (Autor: Nersik Ispiryan)), und „Mayramut Itschav“ (wörtlich „Sonnenuntergang“ (Autor: Aschugh Gevorg)).